# Kool-Aid McKinstry
Ga'Quincy McKinstry, detto Kool-Aid (Birmingham, 30 settembre 2002), è un giocatore di football americano statunitense che milita nel ruolo di cornerback per i New Orleans Saints della National Football League (NFL).

## Carriera universitaria
McKinstry giocò ad Alabama dal 2021 al 2023. Nella prima stagione disputò tutte le partite, venendo inserito nella formazione ideale dei debuttanti della Southeastern Conference (SEC), dopo avere fatto registrare 25 tackle, un sack e un intercetto. Nel 2022 e 2023 fu inserito nella formazione ideale della SEC e nell'ultima stagione fu premiato come All-American, dopo di che decise di passare tra i professionisti.

## Carriera professionistica

### New Orleans Saints
McKinstry fu scelto nel corso del secondo giro (41º assoluto) del Draft NFL 2024 dai New Orleans Saints. Debuttò come professionista nella gara del primo turno contro i Carolina Panthers mettendo a segno 2 placcaggi. La sua stagione da rookie si chiuse con 42 placcaggi e 6 passaggi deviati in 15 presenze, di cui 9 come titolare.

## Vita privata
McKinstry fu soprannominato "Kool-Aid" dalla nonna da bambino perché il suo sorriso le ricordava quello di Kool-Aid Man. Nella prima stagione ad Alabama firmò un accordo di sponsorizzazione con Kool-Aid.